# Naz Mitrou-Long
Nazareth Jersey „Naz“ Mitrou-Long (* 3. August 1993 in Mississauga, Ontario) ist ein kanadischer Basketballspieler trinidadischer und griechischer Abstammung.

## Laufbahn
Der aus Mississauga (kanadische Provinz Ontario) stammende Mitrou-Long, dessen Vater Jersey Long trinidadischer Abstammung und Mutter Georgia griechischer Herkunft ist, spielte als Jugendlicher in der Saison 2009/10 an der Montrose Christian School im US-Bundesstaat Maryland, auch das anschließende Spieljahr verbrachte er in den Vereinigten Staaten und lief für die Mannschaft von Findlay Prep (Bundesstaat Nevada) auf. Dort spielte er an der Seite von Anthony Bennett. In der Saison 2011/12 stand er für die Auswahl der St. Martin Secondary School seiner Heimatstadt Mississauga auf dem Feld.
Zwischen 2012 und 2017 gehörte Mitrou-Long der Mannschaft der Iowa State University an. Er kam auf insgesamt 131 Einsätze mit Mittelwerten von 9,5 Punkten, 2,7 Rebounds sowie 1,8 Korbvorlagen pro Begegnung. Wegen einer Hüftoperation nahm er in der Saison 2015/16 nur an acht Spielen teil.
Nach dem Ende seiner Universitätszeit blieb er in der Draft der NBA im Jahr 2017 unberücksichtigt, trainierte im Laufe der Vorbereitung auf die Saison 2017/18 aber mit der NBA-Mannschaft Utah Jazz und spielte während des folgenden Spieljahres dann zunächst ausschließlich für die Ausbildungsmannschaft Utahs, die Salt Lake City Stars in der NBA G-League. Im Dezember 2017 erhielt er dann einen Vertrag, der ihm ebenfalls Einsätze in der NBA gestattete. Er bestritt letztlich einen Kurzeinsatz in der NBA sowie 40 Spiele für die Stars (18 Punkte, 6,1 Rebounds, 4,6 Korbvorlagen pro Begegnung).
Im Juli 2018 einigte er sich mit Utah auf einen Zweiwegevertrag. Den Durchbruch in der NBA schaffte er bei der Mannschaft aus Salt Lake City nicht: Er kam in zwei Jahren auf insgesamt 15 NBA-Einsätze und spielte zumeist in der Ausbildungsmannschaft Salt Lake City Stars in der NBA G-League, wo er zu überzeugen wusste. Ende Juli 2019 unterschrieb er einen Vertrag bei den Indiana Pacers. Für die Mannschaft bestritt er in der Saison 2019/20 fünf NBA-Spiele, des Weiteren kam er bei den Fort Wayne Mad Ants in der NBA G-League zum Einsatz. Fort Wayne verstärkte Mitrou-Long ebenfalls in der wegen der COVID-19-Pandemie verkürzten G-League-Saison.
Im Sommer 2021 wurde er von Basket Brescia Leonessa (Italien) verpflichtet. Mit 17,5 Punkten je Begegnung war er in der Saison 2021/22 drittbester Korbschütze der Serie A, er brachte es ebenfalls auf Mittelwerte von 5 Korbvorlagen sowie 4,3 Rebounds. In der Sommerpause 2022 wechselte Mitrou-Long innerhalb Italiens zu Olimpia Mailand. Er wurde mit der Mannschaft 2023 italienischer Meister.
Ende Juni 2023 vermeldete Žalgiris Kaunas aus Litauen Mitrou-Longs Verpflichtung. Im November 2023 wechselte er zu Olympiakos Piräus. 2025 gewann er mit der Mannschaft den griechischen Meistertitel.